# Prebble-Eisfälle
Der Prebble-Eisfälle sind ein Gletscherbruch im ostantarktischen Viktorialand. In den Darwin Mountains fallen sie von der Südwestseite des Midnight-Plateaus über eine 900 m hohe Stufe aus zwei Bergkesseln südwestlich des Mount Ellis ab.
Teilnehmer einer von 1962 bis 1963 dauernden Kampagne im Rahmen der neuseeländischen Victoria University’s Antarctic Expeditions entdeckten sie und benannten sie nach Warwick Maynard Prebble, einem Geologen bei dieser Forschungsreise.